# Hogye-dong
Hogye-dong (koreanska: 호계동) är en stadsdel i staden Anyang i provinsen Gyeonggi, i den nordvästra delen av Sydkorea, 22 km söder om huvudstaden Seoul. Den ligger i stadsdistriktet Dongan-gu.

## Indelning
Administrativt är Hogye-dong indelat i:
| Namn    | Namn              | Yta i km² | Invånare 31 dec 2019 |
| ------- | ----------------- | --------- | -------------------- |
| 호계1동 | Hogye 1(il)-dong  | 1,03      | 8 216                |
| 호계2동 | Hogye 2(i)-dong   | 1,43      | 24 335               |
| 호계3동 | Hogye 3(sam)-dong | 0,75      | 22 355               |